# Kirche von Eke

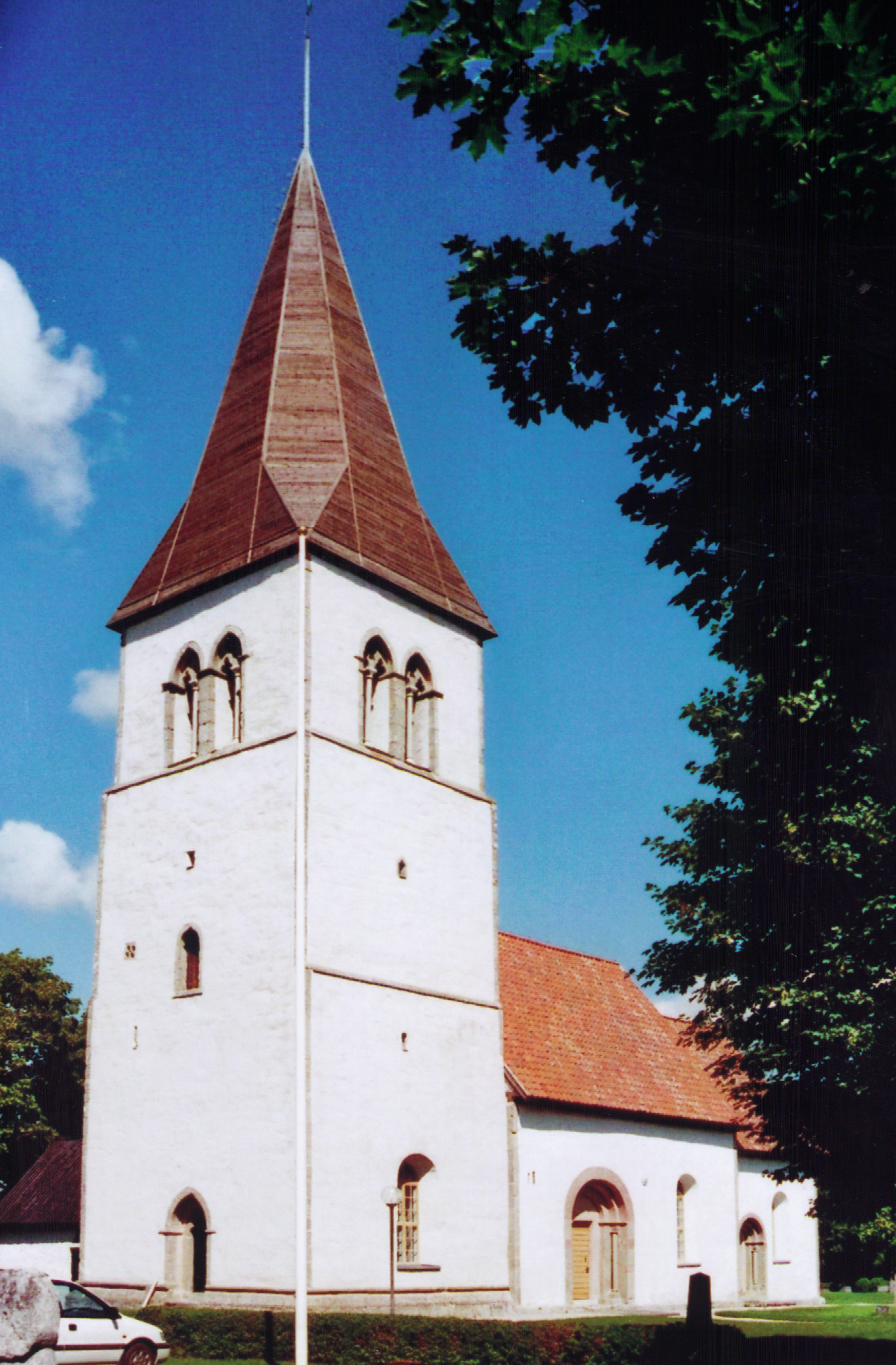
Kirche von Eke aus dem 13. Jahrhundert, Turm ungefähr von 1300

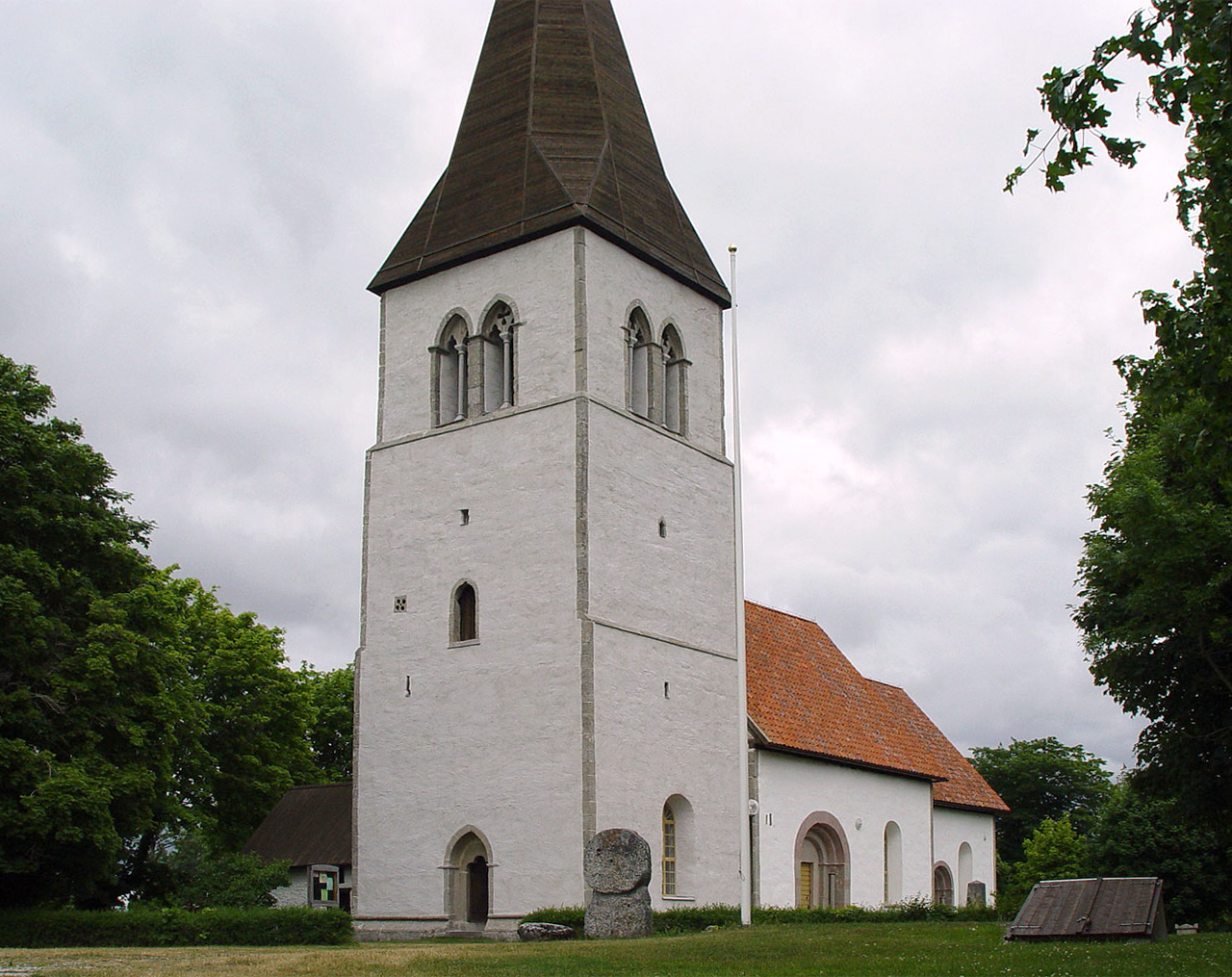
Kirche von Eke aus dem 13. Jahrhundert, Turm ungefähr von 1300

Die Kirche von Eke (schwedisch Eke kyrka) ist eine Landkirche, die zur Kirchengemeinde (schwedisch församling) Eke gehört. Sie liegt zwischen der Straße 142 und der Ostküste der schwedischen Insel Gotland, 53 km südlich von Visby und 7,5 km südlich von Hemse.

## Kirchengebäude
In der ersten Hälfte des 13. Jahrhunderts wurden der Chor und das Langhause im romanischen Stil errichtet. Später um das Jahr 1300 herum kam der Kirchturm dazu. Die Kirche ist zum größten Teil aus Sandstein gebaut.  Bei der Restaurierung von 1916 wurde der Holzfußboden aufgebrochen.  Mittels dendrochronologischer Datierung erfuhr man, dass die Holzplanken aus den 1070er Jahren stammen. Die Planken gehörten früher zu einer Stabkirche.

## Innenraum und Ausstattung
- Der Taufstein ist besonders gut erhalten. Er wurde gegen Ende des 12. Jahrhunderts vom Steinmetzmeister Sighraf gefertigt. Auf ihm sind Relieffiguren mit sechs verschiedenen Szenen zu sehen:
  1. Verkündigung
  2. Maria und Elisabet
  3. Die Geburt Jesu Christi
  4. Die Anbetung durch die Heiligen drei Könige
  5. Die Könige erfahren eine Offenbarung im Traum
  6. Die Könige zu Pferd
- Ein wohlbewahrtes Marienbild stammt ungefähr von 1500.
- Die heutige Kanzel mit Baldachin kommt ungefähr aus dem Jahr 1730.
- Die mit Blumen bemalte Bankeinrichtung ist aus der ersten Hälfte des 18. Jahrhunderts.

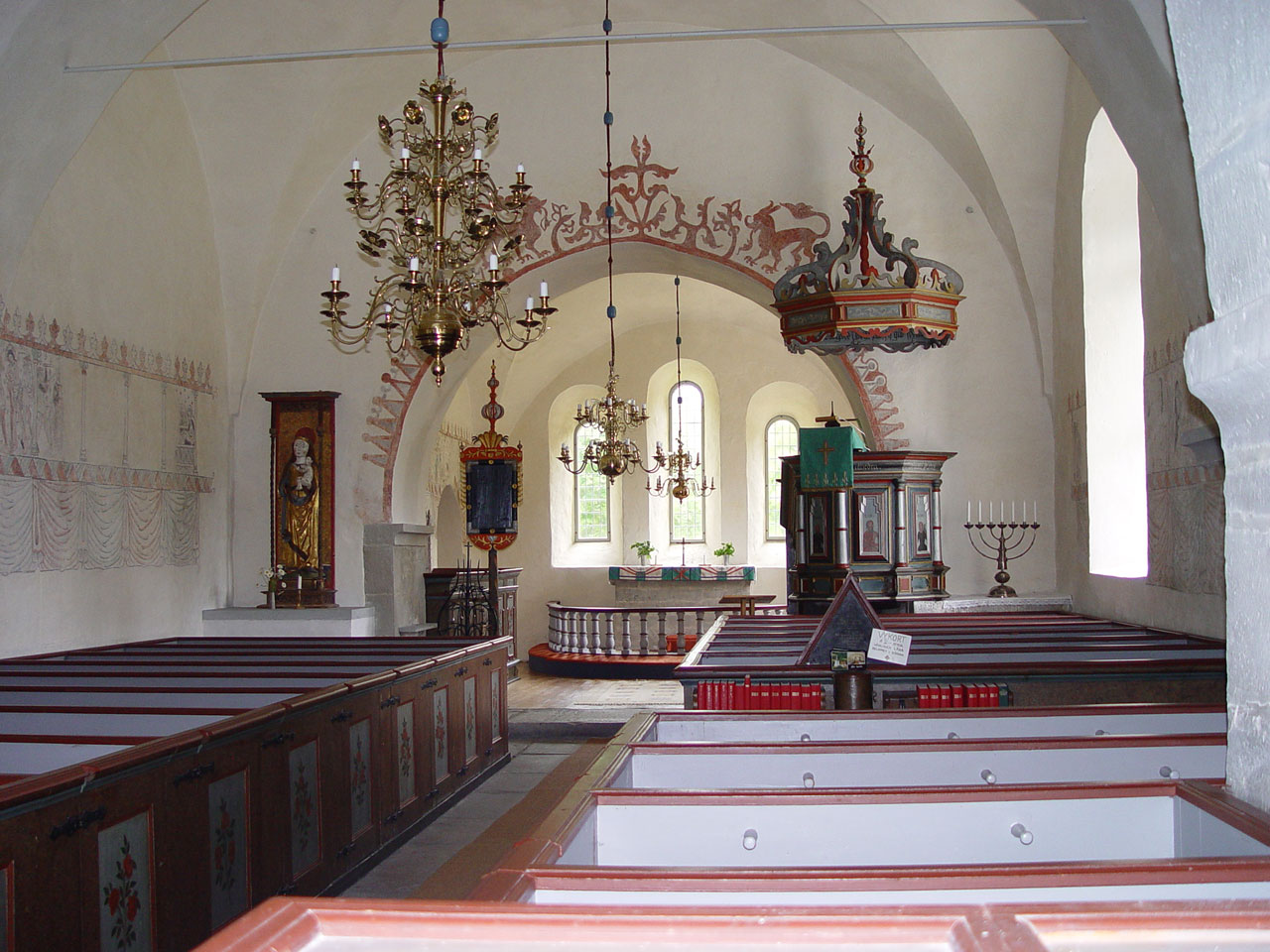
Innenraum
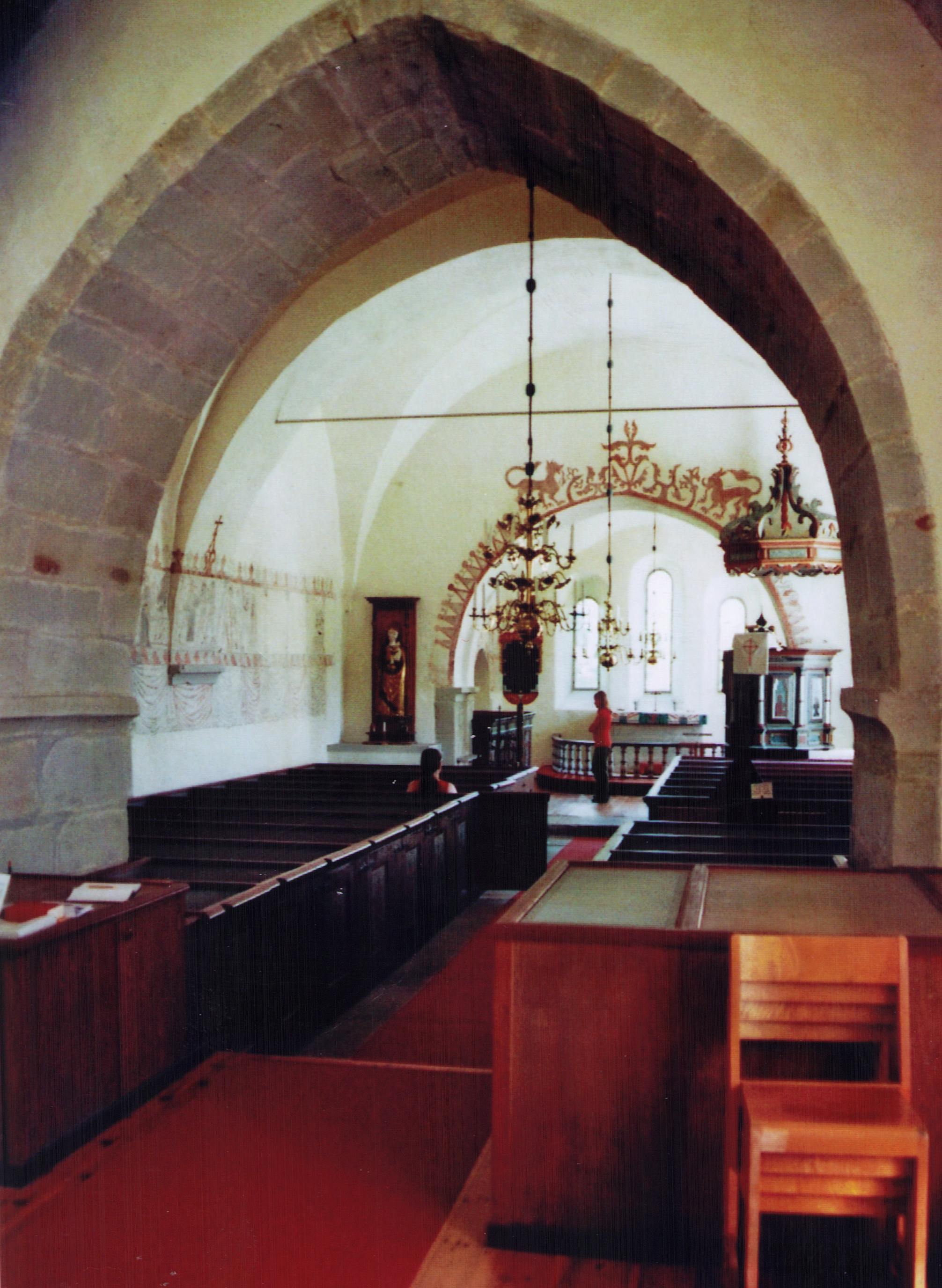
Innenraum
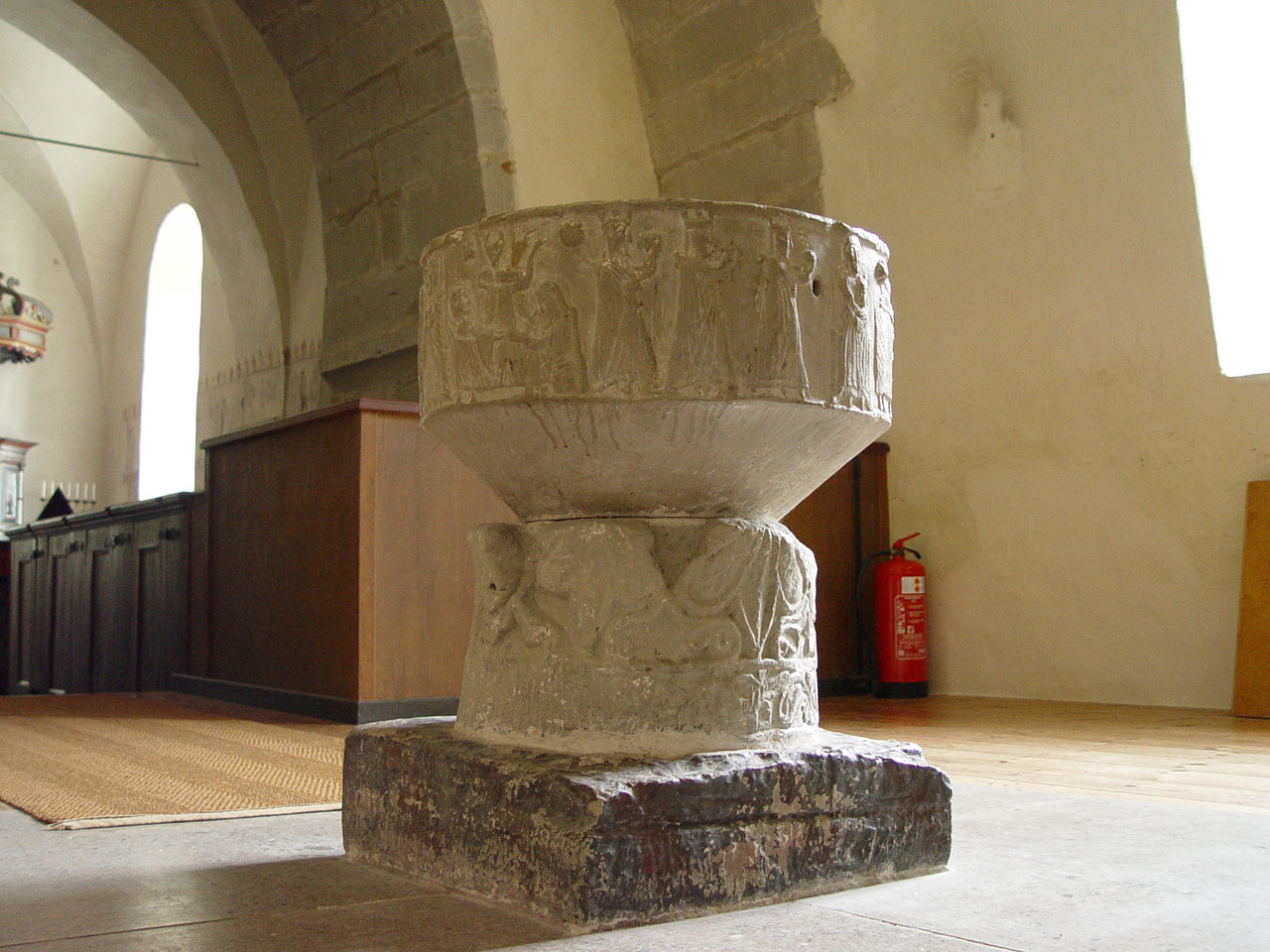
Taufstein aus dem 12. Jahrhundert
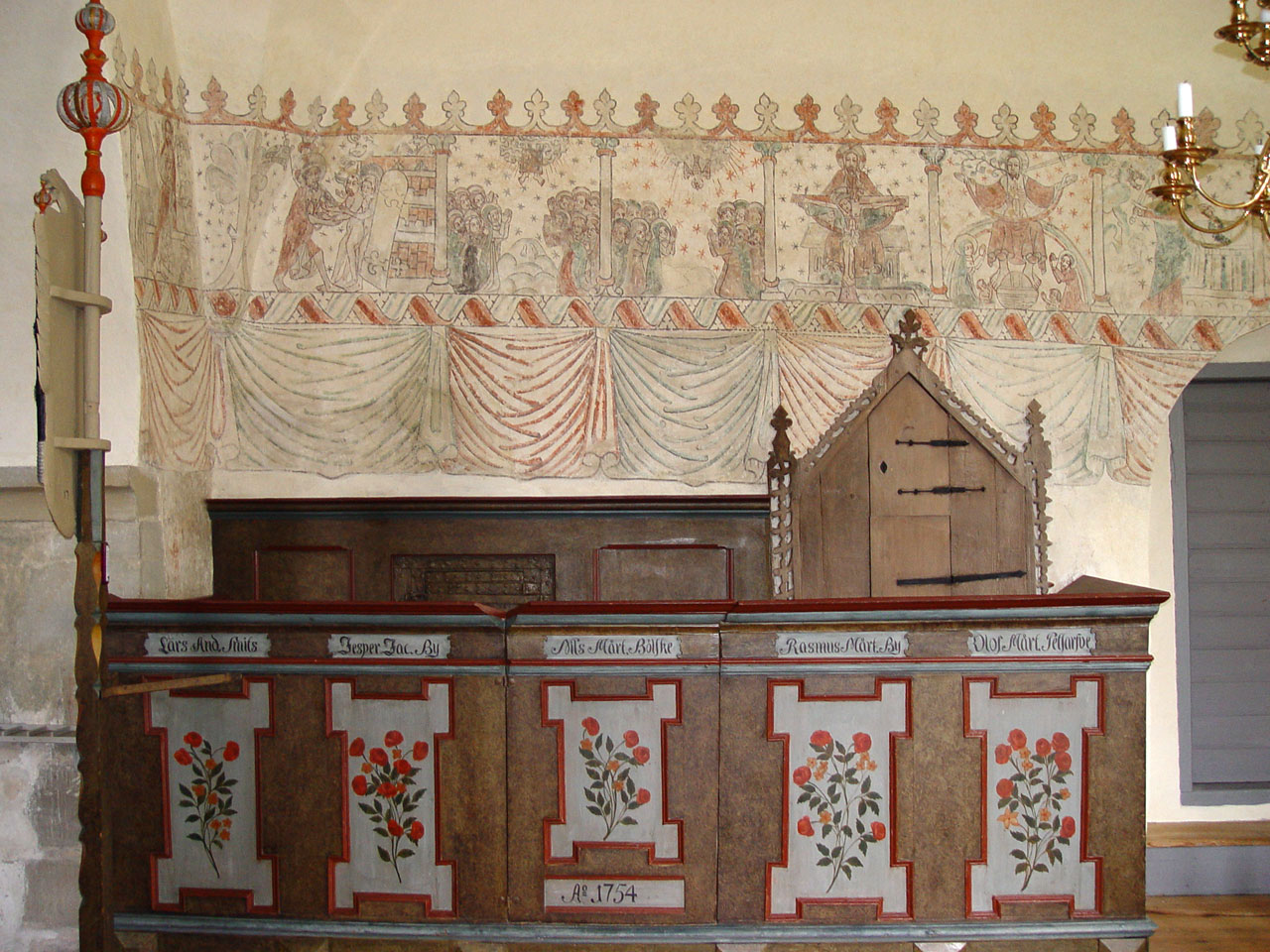